# 冯玉祥墓
冯玉祥墓，位于中国山东省泰安市泰山西麓、西溪口东侧，是著名民国军阀冯玉祥的墓葬。1988年被列为全国重点文物保护单位。
冯玉祥曾于1932年3月至10月、1933年8月至1935年10月两次在泰山隐居，1948年在黑海因轮船失火遇难后，遵照其生前意愿，于1953年10月迁葬至此。
该墓坐东面西，正对跨西溪石峡两岸的大众桥（为其隐居泰山期间所倡建），沿4段共66级台阶而上。墓以泰山所产花岗石砌筑，墓壁正中嵌冯玉祥铜铸浮雕头像，其上横镌郭沫若所题写的“冯玉祥先生之墓”，其下为嵌于黑色磨光花岗石方碣之上、冯玉祥作于1940年的言志诗《我》。　
- 台阶
- 冯玉祥墓
- 冯玉祥墓南侧原配夫人墓